# هتار بيتار

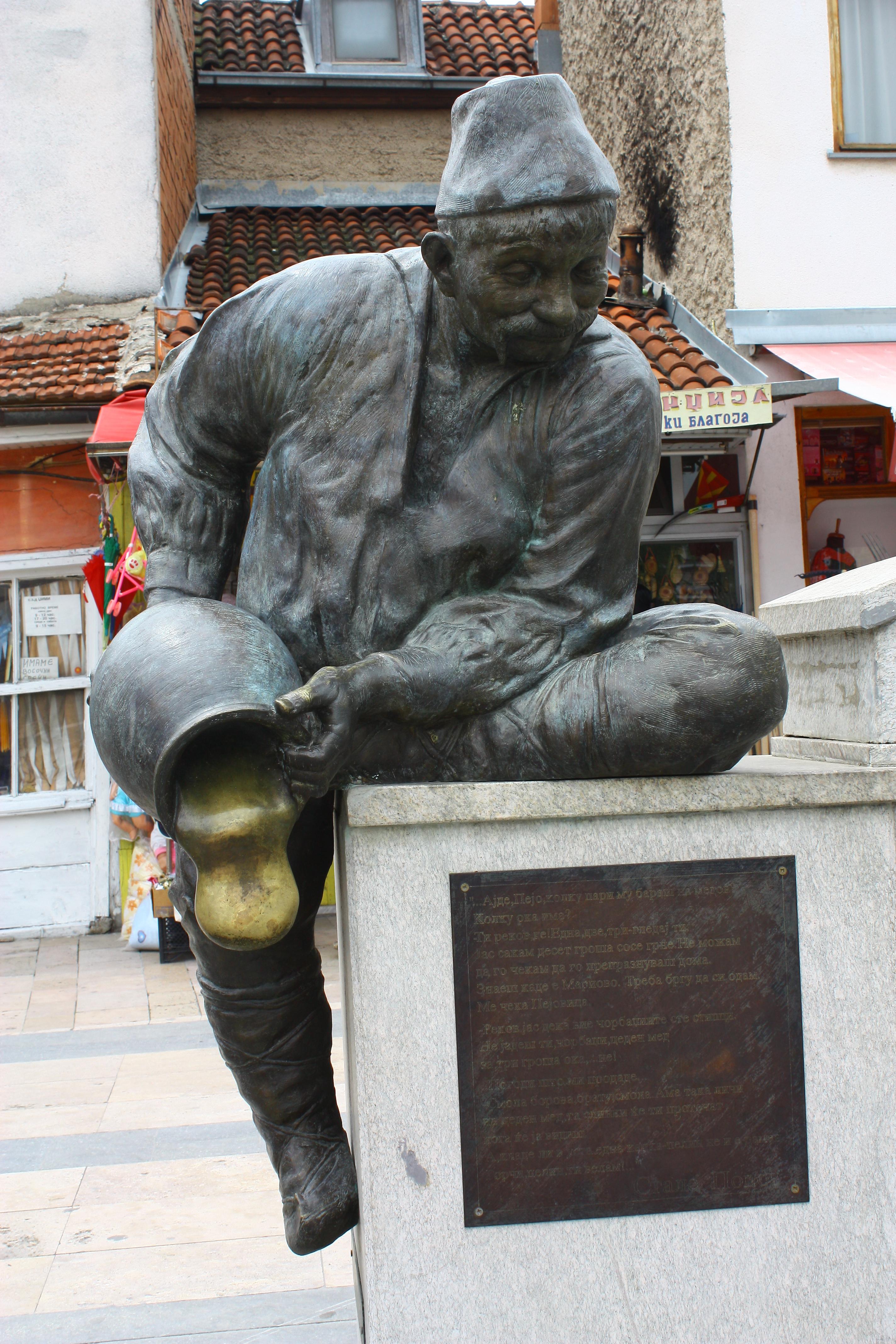
نصب الهتار بيتار في البلدة القديمة بريليب.

هتار بيتار أو بيتر الماكر (بالبلغاريَّة: Хитър Петър؛ بالمقدونيَّة: Итар Пејо) هو شخصية فلكلورية بلغارية فكاهية. الهتار بيتار عامل مزارع وقروي فقير، ولكنه يمتلك خفة الظل والحيلة والمكر. وغالبًا ما يعرض على أنه «بلغاري نموذجي»، وهو خصم دائم لكل من النبلاء الأغنياء ورجال الدين ومقرضي الأموال. وهو يشبه «النموذج العثمانية» - نصر الدين جحا. ولذلك يعتبر هتار بيتار شخصية إيجابية وبطلاً من قبل العوام.
ظهرت شخصية الهتار بيتار لأول مرة في القرن السادس عشر والقرن السابع عشر، عندما كانت بلغاريا لا تزال تحت الحكم العثماني. ليس هناك يقين بشأن مسألة من أي جزء من بلغاريا تعود أصول الشخصية. وتمتد الحكايات المبنية على أعماله في التراث الشعبي لجميع المناطق التي يسكنها البلغار: دبروجة، وتراقيا ومقدونيا. ويعتقد عمومًا، لأن الهتار بيتار الأصلي عاش في مكان ما في الوقت الحاضر من شمال غرب بلغاريا وفي مدينة بريليب. وتم تقديم الشخصية في العالم الأدبي، مع إيليا بلاشكوف والذي نشر عدة حكايات عنه. وتم تكييف إبداعاته إلى الأوبرا في عام 1967، وفي اثنين من الأفلام الكوميدية، في فيلم Nastradin Hodzha i Hitar Petar عام 1939 وفيلم Hitar Petar عام 1960.
يشبه الهتار بيتار شخصيات أخرى من الفلكلور الأوروبي والشرقي، مثل جحا في الفولكلور الإسلامي، وتيل إيلينشبيجل في الفلكلور الألماني، وشالوكا بيتار في الفكلور المجري.
في جمهورية مقدونيا، ويعتقد أن الهتار بيتار هو من مواليد منطقة ماريوفو، علمًا أن هذا الرأي لا يحظى بشعبية كبيرة في أماكن أخرى، كما وشيد نصب تذكاري للهتار بيتار في بريليب.

## مواقع خارجية
- "Bulgarian Operas: Hitar Petar". University of Pittsburgh Center for International Studies. مؤرشف من الأصل في 2016-03-03. اطلع عليه بتاريخ 2008-09-29.
- "Хитър Петър vs. Бай Ганьо" (بالبلغارية). bTourism. Archived from the original on 2019-05-07. Retrieved 2008-09-29.